# Келти
Келти су индоевропски народ који се још у камено доба већином насељавао између садашње Француске и Чешке, а било их је и на Балкану у северној Србији и Славонији. Келтско племе Скордисци је основало град на месту данашњег Београда који су назвали Сингидунум или Сингидунос што у преводу највероватније значи град Синга пошто дун на келтском значи град, тврђава. Под притиском Германа били су принуђени да се померају ка западу и југу (Британија, сев. Шпанија, сев. Италија, зап. Француска). На први поглед изгледа чудно да су Келти стално ратовали једни против других и никада нису могли да се уједине. Ипак, мора ce узети у обзир да, вероватно о појму келтске нације нису били ни свесни. Келти су живели у малим сеоским заједницама. Радије су се бавили сточарством него земљорадњом. У борби су били врло храбри, али нису умели да се боре по упутствима. Када битка почне сваки Келт би се борио сам за себе. Келтска цивилизација одржала се до данас у Ирској, Шкотској, Бретањи, Велсу, делимично у Корнволу и на острву Ман.
У класичном античком добу су Римљани у доба републике имали прве додире и сукобе с Келтима већ у северној Италији, где су се келтски Гали у 6. и 5. веку населили северно од реке По. Потом су се Римљани у даљем освајању данашње Француске сукобили с главнином Келта у Галији под њиховим најјачим војсковођом Верцингеториксом, па о тим Галским ратовима све до Цезара постоји низ римских записа с највише детаља о Келтима, међу којима је најпознатији и најопсежнији латински текст De bello Gallico у више томова.
Негде око 600. п. н. е. племена која су користила гвожђе предвођена богатим вођама из Галије (Француска) су се проширила до средишње Европе. Говорили су келтским језиком, претком или давним рођаком ирског језика какав данас познајемо. Била је то група различитих народа повезаних заједничким језиком и сличним изгледом, начином одевања и живота, које су Грци познавали под називом Keltoi, односно Келти. Дуго су времена доминирали средњом и западном Европом, а нападали су и Грчку и Рим. Проширили су се на југозападу до Шпаније и Португалије, на истоку до Украјине те Мале Азије, и на север до Велике Британије и Ирске. Записи о Келтима се могу наћи захваљујући старим римским и грчким документима, те средњовековним писцима из Ирске.
Један од важнијих записа о британским Келтима начинио је Тацит, римски историчар и зет првог римског намесника у Британији који је написао да је становништво које је живело у Британији „варварско”, наглашавајући притом да је разједињено. Страбон, римски географ и историчар написао је да је становништво Британије производило пшеницу, стоку, злато, сребро, гвожђе, калај, животињске коже, робове и псе за лов. Важно је нагласити да Римљани нису освојили целу Британију, па стога нису имали увид у сва келтска племена. Гај Јулије Цезар сматрао је да „најцивилизиранији становници” живе у обалским подручјима Кента, где се он искрцао. Цезар је веровао да највећи део племена у унутрашњости није узгајао пшеницу, него да је живео на млеку и месу и да су се одевали  у животињску кожу. Најјачи утисак је оставило њихово неустрашиво држање у борби. Носили су дуге келтске мачеве и борили се без оклопа на телу. Цезар говори да сви Брити боје тело сачем које им даје модру боју. Носе дугу косу и брију цело тело осим главе и горње усне.

## Друштво
Келтска племена имала су три главне класе: ратнике, друиде и ратаре. Ратовање је било важан део живота па су ратници са софистикованим оружјем припадали аристократији. Римљани су идентификовали 12 племена у деловима Британије које су освојили. У сваком је племену на једном крају друштвеног спектра била аристократија која је вероватно била ослобођена свакодневних послова у пољу, а на другом крају били су ратари. У друштвеној организацији издваја се свештенички сталеж друида, који има (донекле слично индијским брахманима) и снажну јавну и општу културну функцију. Друиди су били свештеничко друштво мудраца или пророка који су, осим што су подучавали младеж, могли да доносе и пресуде у споровима међу одраслима. Они су имали јавну улогу у заједници и за то су били плаћени у новцу или натури. Цезар је веровао да су имали светилишта у природи, у храстовим шумама, где су Месец и храстова стабла (и каткад имела) играли важну улогу у њиховим обредима. Били су и верске вође који су често владали животом и смрћу осталих припадника племена. Друиди су развили и властито (првобитно тајно) огамско писмо. Ратари су узгајали стоку и обрађивали земљу гвозденим оруђем те одржавали комплетну привреду. Келти су живели у утврђеним логорима званим хилфорт. Иако су грађене за одбрану, та утврђења су и уједно и место трговине и верска светилишта - нека су чак прерасла и у градове. Свако је поганско келтско племе имало свога краља, а можда чак и своје богове. Вешти металци вероватно су имали висок статус. Цезар је био први који је описао и тамошње жене, те је утврдио да их деле скупине од 10 до 12 мушкараца, углавном очева и синова.

## Келтска култура
Келти јесу били врло ратоборан народ, међутим и њихова култура је била врло развијена. Од Грка и Римљана научили су да праве керамичке и бронзане посуде. Углавном су их украшавали апстрактним и геометријским облицима. Бронзане брошеве и штитове украшавали су разнобојним емајлом. 
 Правили су веома лепо оружје, дизали веома сложене тврђаве, ковали бакарни новац, били су добри песници и певачи. Келти који су живели при мору (Француска и Белгија; Британија) били су добри морнари, као и бродоградитељи. Међутим, у бици код залива Квиберон, показало се да ови бродови нису добри за ратовање. Ратничка одећа Келта састојала се од металног шлема са животињским роговима, грудних оклопа, панталона. Оружје се састојало од дугих мачева, копаља, лукова и стрела.

## Гали и Римљани
Римљани су Келте на територији данашње Француске називали Галима. Са њима су често долазили у сукоб. При сеоби Келта, један део кренуо је ка Италији и у 4 веку п. н. е. неколико племена је населило долину реке По. Ти крајеви су касније постали познати под латинским именом Цисалпинска Галија. Године 390. п. н. е. или 387. п. н. е. под вођством Брена, Келти (лат. Celtae) су савладали Римљане у бици на Алији, упали у Рим и опустошили га. Римљани су успели да одбију Келте и све до Јулија Цезара, Келти су остали у границама Галије и Британије. Када је Цезар постао конзул затражио је да се њему додели провинција Галија коју је тек требало освојити. За време Цезара, једини Келти који су имали независност су Шкотски и Ирски Гали (Пикти и Гелски Келти). Док је био у Британији 52 год. п. н. е. дигнут је општи устанак у Галији под вођством Верцингеторикса. Верцингеторикс је чак постигао победу над Цезарем код Герговије, што је једина позната изгубљена Цезарева битка. Верцингеторикс је тада повео војску у Алезију, где је утврдио положај чекајући појачање из других делова Галије. Цезар га је опколио низом ровова, те није могло бити бега. Верцингеторикс је намеравао да доведе Цезарову војску између своје две војске, међутим када је Галима стигло појачање спољни прстен Цезарове војске поразио га је, а тада је остатак Римљана кренуо на утврђење (види: опсада Алезије). Верцингеторикс се тада предао и устанак је коначно угушен. То је био и последњи устанак Гала. Након тога прихватили су римску управу и Галија је касније устројена у римску провинцију.

## Британски Келти
Током Галских ратова британски Келти су помагали своје саплеменике на копну. Цезар је зато предузео поход на Британију 54 год. п. н. е. и том приликом је наметнуо клијентелски статус неколицини келтских поглавара. Међутим, готово век касније цар Клаудије је 43. године наше ере наредио освајање Британије која је Римљане привлачила због рудног богатства и могућности извоза робова. У другој половини 1. века Римљани су редовно упадали на територију данашње Шкотске, али сиромаштво тих крајева их није привлачило да тамо и оснују трајнија упоришта. Најзад, северну границу римске Британије утврдио је цар Хадријан (117—138) чувеним Хадријановим зидом. Британија је брзо умирена и једини већи устанак локалних племена, устанак краљице Ицена Будике 60. године, Римљани су после првобитних тешкоћа лако угушили. Тек Око 410 год н. е. римске легије повукле су се из Британије под наредбом цара Хонорија. Након одласка Римљана, Келти у Британији су наставили да ратују једни против других све до доласка Англа, Саксонаца и Јита.
На Британским острвима живе групе келтских народа. Гелски Келти који живе у Ирској (историја Ирске) и Шкоти који су живели у Шкотској (историја Шкотске)
Бретонски Келти који живе у Велсу (историја Велса) и Корнволу.

## Келтска митологија
Келти су били многобошци. Приносили су боговима и људске жртве, све док их Римљани нису одвратили од тога. Њихова религија забрањивала им је да једу гуске, зечеве и пилиће. Њихови свештеници називали су се друиди. Они су обично сматрани за мудре људе, и вршили су улогу поглавице и судије. Шкоти су примили хришћанство крајем 6. века, а Ирци још у 5. веку.

## Религија
Данашњи келтски народи се у верском смислу деле на:
- 1. протестанте - Шкоти, Велшани, Корнволци и Манкси
- 2. католике - Ирци и Бретонци